# Caminite
La caminite è un minerale.